# Wohnhaus Marterburg 29A
Das Wohnhaus Marterburg 29A/29B befindet sich in Bremen, Stadtteil Mitte im  Schnoorviertel, Marterburg 29A, 29B. Es entstand im 16. Jahrhundert und wurde um 1820 und 1967 umgebaut. Das Gebäude steht seit 1973 unter Bremer Denkmalschutz.

## Geschichte

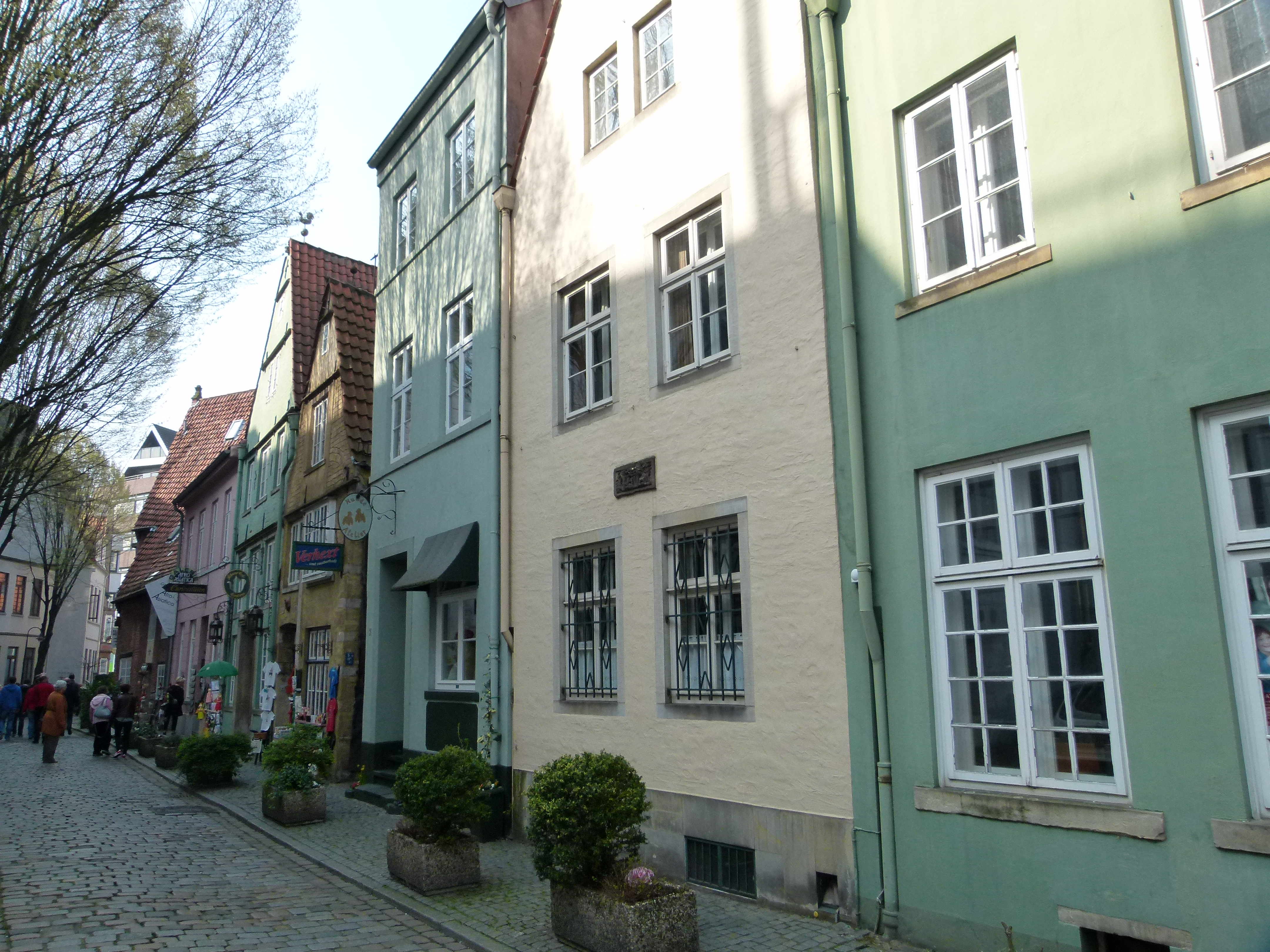
Marteburg 29A/B: Sechstes Haus von rechts

Die ursprüngliche Bevölkerung des Schnoors bestand überwiegend aus Flussfischern und Schiffern. In der Epoche des Klassizismus und des Historismus entstanden von um 1800 bis 1890 die meisten oft kleinen Gebäude. Im weiteren Verlauf wurde es zum Arme-Leute-Viertel, das in weiten Bereichen verfiel – vor allem nach dem Zweiten Weltkrieg. 1959 wurde von der Stadt ein Ortsstatut zum Schutz der erhaltenswerten Bausubstanz beschlossen. Die Häuser wurden dokumentiert und viele seit den 1970er Jahren unter Denkmalschutz gestellt. Ab den 1960er Jahren fanden mit Unterstützung der Stadt Sanierungen, Lückenschließungen und Umbauten im Schnoor statt.
Das zweigeschossige, geputzte, traufständige Haus mit einem Satteldach und einem kleinen Sockel wurde im 16. Jahrhundert gebaut und um 1820 in der Epoche des Klassizismus umgebaut. 1967 erfolgte nach Plänen von Architekt und Denkmalpfleger Karl Dillschneider ein gründlicher Umbau. Hier wohnte u. a. 1860 eine Näherin und 1904 ein Assekuranzmakler. Vor dem Haus wurde für die 1944 bzw. 1943 ermordeten jüdischen Bürger Christine Fortriede und David Meyerhoff je ein Bremer Stolperstein verlegt.
Heute (2018) wird das Haus als Laden (Galerie Afroasiatica) und zum Wohnen genutzt.
Der niederdeutsche Straßenname Marterburg kommt von der Mattenburg, der Ablieferungs- und Lagerstelle für die Matte, der Korn- und Mehlabgabe. Dort lagerten die Müller ihr Mehl in den sogenannten Matten. Der Name Schnoor (Snoor) bedeutet Schnur: Er kam durch das Schiffshandwerk und der Herstellung von Seilen und Taue (= Schnur).